# Möhne
La Möhne est une rivière allemande de 65 km de long, qui coule dans le land de Rhénanie-du-Nord-Westphalie. Elle est un affluent de la Ruhr et donc un sous-affluent du Rhin. Son cours est en partie régulé par un barrage-réservoir.